# Leszek Guździoł
Leszek Tomasz Guździoł (ur. 29 kwietnia 1956 w Szczecinie) – polski samorządowiec, w latach 2005–2014 starosta powiatu polickiego.    

## Życiorys
W sezonie 1997/98 był członkiem zarządu spółki Chemik Sport odpowiedzialnej za klub piłkarski KP Chemik Police.
Został przewodniczącym powiatu polickiego w Platformie Obywatelskiej. W wyborach samorządowych w 2002 roku został wybrany radnymbpowiatu polickiego kandydując z list PO. Uzyskał 317 głosów (7,17%). 25 listopada 2005 roku rada powiatu powołała go na funkcję starosty. Zastąpił na tej funkcji Henryka Ćwiacza, który to miesiąc wcześniej zrezygnował z urzędu w wyniku skandalu związanego ze spożywaniem przez niego alkoholu podczas wycieczki do Parlamentu Europejskiego. W wyborach parlamentarnych w 2005 roku bezskutecznie kandydował z list PO do Sejmu, uzyskał 961 głosów (0,31%). W wyborach w 2006 roku uzyskał reelekcję jako radny powiatowy z wynikiem 509 głosów (10,27%). W grudniu tego samego roku został ponownie wybrany starostą.
W wyborach samorządowych w 2010 roku ponownie został radnym powiatu z wynikiem 925 głosów (18,54%). W grudniu tego samego roku został ponownie starostą powiatu. W wyborach w 2014 roku ubiegał się jednocześnie o urząd burmistrza Polic, jak i radnego powiatu. W wyborach na burmistrza uzyskał 1023 głosy (7,91%) przegrywając w pierwszej turze z Władysławem Diakunem, a wyborach do rady powiatu 187 głosów, tym samym nie uzyskując mandatu radnego. 8 grudnia tego samego roku na funkcji starosty zastąpił go Andrzej Bednarek. W marcu 2015 roku zrezygnował z funkcji przewodniczącego Platformy Obywatelskiej w powiecie polickim.
Zaczął następnie pracę jako menadżer projektu w Grupie Azoty Police. Kilkanaście tygodni później przeszedł do pracy w firmie Transtech jako zastępca dyrektora, w czerwcu 2016 roku rozwiązano z nim umowę. Został następnie głównym specjalistą w Regionalnym Ośrodku Polityki Społecznej. W wyborach w 2018 roku ponownie bezskutecznie kandydował na radnego powiatu, uzyskał 410 głosów (2,73%). W lipcu 2020 roku został członkiem Lokalnego Komitetu Poparcia Rafała Trzaskowskiego w wyborach na urząd Prezydenta Polski.

## Odznaczenia i wyróżnienia
- Złota Odznaka Honorowa Gryfa Zachodniopomorskiego (2010)[23]